# Астробой (аниме, 2003)
Astro Boy  (яп. アストロボーイ·鉄腕アト Asutoro Boi: Tetsuwan Atomu, "AстроБой: Могучий Атом") — аниме-сериал Осаму Тэдзуки, ремейк одноимённого аниме 1960 года, произведен его компанией Tezuka Productions, Sony Pictures Entertainment Japan и Fuji Television Network. Был также показан в Animax, который транслировал сериал по всему миру, в том числе в Японии, Юго-Восточной, Южной, и Восточной Азии, и других регионах. Сериал был создан чтобы отметить „дату рождения“ «Atom/Astro Boy» (а также 40-летие оригинального сериала). Был сохранен стиль старого аниме и манги, но сделан более современно, и качественно анимирован. Также он совместил наивность старого аниме с драматическими моментами из манги. Аниме вышло в Японии в день рождения Астро, 6 апреля 2003 года.

## Сюжет
Серия состоит из пятидесяти эпизодов. Хотя многие эпизоды не имеют ничего общего с сюжетом основных сюжетных арок, сериал 2003 года можно рассматривать как произведение, имеющее четко определённые начало, середину и конец. Серия изначально имеет две основные сюжетные линии — планы доктора Тэнмы насчет развития Астро в короля роботов и о правах роботов, — эти две дуги сходятся в одну под конец сериала.
В городе Метро Сити, известный ученый доктор Тэнма исчезает после попытки построить робота с ИИ, используя новую технологию под названием «Kokoro» («сердце»). Профессор Элифан (О'Шей, Отяномидзу) заменяет Тэнму на посту главы Министерства Науки. Он обнаруживает мальчика-робота, реактивирует его, и дает ему имя «Астро». Вскоре Астро обнаруживает, что может летать с помощью ракетных ускорителей в руках и ногах, имеет сверхчеловеческую силу и другие способности. Ему приходится сражаться с преступниками и роботами, ненавидящими людей, и становиться героем. Астро быстро узнает, что сам является роботизированным клоном Тобио, погибшего сына доктора Tэнмы, и что был отключен после того, как увидел уничтожение роботов, испытав то же, что и Тобио испытал перед своей смертью.
Вторая сюжетная линия возникает с появлением Синего Рыцаря, робота, сражающегося за освобождение роботов от власти человечества. Другой персонаж, мистер Дрейк, параноидально жаждет уничтожить всех роботов и становится главным антагонистом серии. В заключительных эпизодах Синий Рыцарь создает новый город для роботов — Роботонию, — в Антарктиде. Дрейк заставляет общественность поверить, что робот толкнул маленькую девочку с лестницы, и отец девочки, генерал Рэд, объявляет войну Роботонии. Начинается война между роботами и людьми, но Астро с трудом удается убедить Синего Рыцаря, что люди и роботы могут быть друзьями. Синий Рыцарь отправляется на Роботонию, которая оказывается космическим кораблем, и заявляет, что он и роботы отправляются в космос для поиска нового дома. Тем не менее Дрейк, который до сих пор жаждет полной аннигиляции роботов, пытается уничтожить космический корабль ракетой. Астро останавливает её, но ракета взрывается, и Астро практически уничтожается.
Доктору Тэнме удается восстановить его, но он стирает воспоминания об «Астро», чтобы андроид остался «Tобио» навсегда. В конце концов, его воспоминания восстанавливаются с помощью школьных друзей и сестры, Уран. При последней попытке вернуть своего сына, доктор Тэнма пытается убедить Aстро присоединиться к нему и править миром, но тот отказывается. Доктор решает убить себя, чтобы положить конец страданиям, но Астро обнимает и прощает его, чем заставляет Тэнму сорваться и обнять сына. Профессор Элифан и Полицейские роботы вовремя пришли на помощь, и доктор Тэнма оказывается арестован и отправлен в тюрьму. В конце сериала Астро, Тэнма, люди и роботы пытаются оставить прошлое позади и жить будущим. Люди и роботы становятся ближе друг к другу, конфликт исчерпан.

## Персонажи
- Астро: Робот с «сердцем», усовершенствованной формой искусственного интеллекта. Астро выглядит как мальчик, является супергероем для Mетро Сити. Он постоянно пытается наладить отношения между человечеством и роботами, несмотря на многочисленные попытки обеих сторон уничтожить его. Он может летать с помощью ракетных ускорителей, сокрытых в конечностях, и обладает большой прочностью. Астро был построен доктором Тэнмой в попытке воссоздать умершего сына Тобио, но Aстро восстал против Тэнмы, когда увидел, как роботы были зверски уничтожены в Министерстве Науки. Был отключен своим «отцом», но не уничтожен. Благодаря этому профессор Элифан сумел реактивировать его.
- Профессор Элифан (в различных вариантах перевода — д-р О'Шей,Отяномидзу): Глава Министерства Науки, пожилой человек с большим носом и пучками седых волос по бокам головы. Он реактивировал Астро, является его опекуном и защитником. Элифан, как и Астро, очень беспокоиться об отношениях между человечеством и роботами, часто защищает Aстро, когда его обвиняют. Он изображается как немного неуклюжий и вспыльчивый, но очень умный, добрый и сострадательный.
- Доктор Уматарё Тэнма: Создатель Aстро. Доктор Тэнма — бывший ученый, работавший в Министерстве Науки, потерявший своего любимого сына Toбио после того, как показал ему процесс плавления выброшенных роботов. Он построил Aстро, чтобы заменить Тобио, но вскоре обнаружил, что Астро оказался мощнее, и отключил его. Несколько безумен; считает, что роботы должны править людьми, а Астро должен быть их лидером. В заключительных эпизодах Тэнма пытается уговорить Aстро перейти на свою сторону, но терпит неудачу. Тогда решает убить себя, но Астро удается «достучаться» до своего «отца». Тот отказывается от своих планов, и охотно отдает себя в руки властей. Несмотря на всё своё безумие, Тэнма любит Астро не меньше, чем своего покойного сына. В сериале не было показано, как был создан Астро, события происходят позже.[3]
- Уран: младшая сестра Aстро, построена доктором Элифаном по той же технологии ИИ, что и Астро. Она может разговаривать с животными и понимать их язык, дружит с птицей, которую назвала Пекола. Гиперактивная, своенравная, упрямая, она иногда завидует Астро из-за внимания, которое он получает. Часто обижается и капризничает, но она также заботиться и защищает брата. Уран физически слабее Астро. Утверждает, чтобы является самой большой поклонницей робот-бола, в особенности игрока робота Харли.
- Юко: секретарь доктора Элифана. Она часто суетится и неоднократно напоминает ему о расписании, которое он должен соблюдать. У неё есть робот-помощник, страус по имени Момо.
- Инспектор Таваши: Полицейский инспектор с большим носом, похожим на щетку для обуви. В начале он с большим сомнением и недоверием относиться к роботам, но постепенно меняется. В финале заступается и спасает роботов, в частности он искренне переживает за своих коллег, роботов-полицейских. Часто спорит с доктором Элифаном.
- Эпсилон: девушка-робот, защищает дикую природу Метро Сити, прежде всего морских животных. Она может изменить погоду, однако использует свои способности в мирных целях. Также как и Астро, считает, что война между роботами и людьми — это не выход. Намекнула, что является сестрой Дельты, хотя и создана в Австралии.
- Дельта: Робот-спецназовец, командир «А.R.R.S.», подразделения для борьбы с роботами. Отряд был создан по заказу Полицейского Департамента Министерством Науки. Имена остальных четырёх роботов так и не были названы. Также у них одинаковое строение тела, отличается только дизайн головы. Отличительная черта Дельты — красный «воротник». Несмотря на все свои возможности, они не много знают о реалиях мира — поначалу они и представить не могут, что робот может исполнять приказ, который ему не нравиться, поскольку с ними обращаются иначе, чем с другими роботами. Сам же Дельта показан как довольно упрямый, гордый, довольно прямолинейный, и безэмоциональный андроид. Со временем проявляются и другие его качества — он довольно наивен, добр, сострадателен и эмоционален. У него есть сестра Эпсилон, которая была создана в Австралии.
- Рено: близкий друг Aстро. Первоначально он был показан в цирке, где выдавал себя за робота, чтобы его не забрали. Роботов-циркачей он считает своей семьей, именно они его вырастили. Он становится учеником доктора Элифана и достаточно квалифицированным в сфере робототехники, но до сих пор сохраняет свои акробатические навыки.
- Синий Рыцарь: робот-антигерой, с которым люди обошлись очень плохо. Был перестроен доктором Тенмой и Шедоу, чтобы действовать в качестве катализатора для повышения мощности Астро. Вместо этого он решил вести войну против человечества, чтобы принести свободу роботам. В конце сериала он создает роботизированную империю Роботонию, похожую на дворец, построенный в Антарктике. Постоянно враждует с Астро, ведь тот защищает не только роботов, но и людей. Почти уничтожил Астро, но его спас Атлас. Тем не менее, был тронут речью Астро о мире между людьми и машинами, после чего дворец, который на деле оказался космическим кораблем, улетает в космос, чтобы найти бесплодную планету. Он борется за права роботов, невероятно добр к своим и безлажостен к чужим, совершал убийства, если это было необходимо.
- Шедоу (Тень): очень умный робот, созданный доктором Тенма, чтобы помочь ему сделать Aстро сильнее. Способен создавать роботов. Он носил маску на лице на протяжении большей части сезона. Без маски он выглядит в точности как Тенма. Потом его лицо становится металическим с многочисленными разъемами и жёлтой оптикой. Отказывается подчиняться создателю, и создает Роботонию, в которой является главным.
- Мистер Дрейк: политик, ненавидящий роботов, особенно роботов с искусственным интеллектом. Он становится все более параноидальным по ходу серии, преследуемый воспоминаниями о роботе, которого он считал своим другом, но позже довел его до ненависти к машинам.
- Сканк (Скунс): злодей, который использует роботов для совершения различных преступлений, не проявляя никакого беспокойства и ухода за ними. До его окончательного ареста, полиция сказала Астро, что он был одним из самых опасных преступников Метро Сити.
- А́тлас: Робот, построен доктором Тенма аналогично Астро, для человека по имени Токогава. Атлас представляет собой клона погибшего сына Токогавы Даичи, и имеет свои воспоминания. Атлас — очень разрушительный робот, сохранивший мечту Даичи увидеть вместе со своим отцом Землю из космоса, что в конце концов и происходит. Он погибает, но потом возвращается как постоянный противник. В конце заступился за Астро, не дав Синему Рыцарю его уничтожить. Даичи, хоть и рос в богатой семье, вырос в большей степени хулиганом, поскольку его отец был занят только работой, на сына времени не хватало. Погиб, направляясь на корабль летящий на Луну.
- Плутон: очень мощный боевой робот, построенный Шедоу, чтобы бросить вызов Aстро и другим роботам. В результате он получил эмоции и подружился с Уран и Астро. Совершает самоубийство, чтобы спасти их от своего клона, погружаясь в вулкан. Тем не менее, был восстановлен.
- Нора: жёлтый, цилиндрический робот, который выступает в качестве экономки доктора Элифана, и няни для Уран. Она появляется в большинстве эпизодов, но имеет относительно небольшую роль.
- Генерал Ред: антагонист финальной части сериала, высокопоставленный офицер, который думает о роботах как о простых инструментах. Его ненависть к ним усилилась после того, как его домашний робот якобы столкнул его дочь. Когда восставшие роботы формируют свою собственную нацию, он просит привести военные силы, чтобы сражаться с роботами, но когда его дочь Анна (Ханна), с помощью Рено, Астро и Эпсилон переубеждает его, он меняет свое отношение к роботам.
- Кенеди, Алексо и Аберкромб: друзья и одноклассники Астро. Кенеди играет в футбол за местную команду и немного вспыльчивый. Алексо изображается как ученый, изобретательный, и обожающий роботов, очарован Aстро. Аберкромб является хулиганом, поначалу они с Астро не ладят, но вскоре становится друзьями. Астро, вместе с трио и роботом по имени Денку, были основателями клуба «Всадники неба». Позже к ним присоединились Рено и Уран.
- Денку: Небольшой робот, который может стать невидимым. Появляется в 4 серии.

## Озвучивание

### Японский
- Makoto Tsumura: Атом
- Shinya Owada: Доктор Тэнма
- Hisashi Katsuta: Профессор Элифан
- Banjou Ginga: Инспектор Таваши
- Akiko Kawase: Юка
- Akio Ōtsuka: Плутон
- Kazuki Yao: Сканк
- Kiku Hiramatsu: Эпсилон
- Miki Maruyama Уран
- Naoki Tatsuta: Нора
- Rie Kugimiya: Денку

### Английский
- Candi Milo: Астро, Кенеди
- Dorian Harewood: Доктор Тэнма, Шедоу
- Wally Wingert: Профессор Элифан, Сканк, Синий Рыцарь, Харли и другие.
- Bill Farmer: Инспектор Таваши
- David Rasner: Плутон
- Greg Cipes: Даичи, Атлас
- Jennifer Darling: Нора